# Ню-Вердінге
Ню-Вердінге (нід. Nieuw-Weerdinge) — село в нідерландській провінції Дренте. Входить до муніципалітету Еммен.
Його площа становить 24,79 км², а населення станом на 2021 рік складало 3 420 осіб.